# Route nationale 32 (Estonie)
Pour les articles homonymes, voir Route nationale 32.
La route nationale 32 (Tugimaantee 32) est une route nationale estonienne reliant Jõhvi à Vasknarva. Elle mesure 49,9 km.

## Tracé
- Comté de Viru-Est
  - Jõhvi
  - Kose
  - Vasavere
  - Kurtna
  - Illuka
  - Kuremäe
  - Jaama
  - Vasknarva